# Affaire Guérini
Pour les articles homonymes, voir Guérini.
Le texte peut changer fréquemment, n’est peut-être pas à jour et peut manquer de recul. 
Le titre et la description de l'acte concerné reposent sur la qualification juridique retenue lors de la rédaction de l'article et peuvent évoluer en même temps que celle-ci.
L'affaire Guérini est une affaire politico-financière française qui touche à l'exploitation frauduleuse de décharges et à l'obtention de marchés auprès de collectivités par des sociétés soupçonnées de blanchiment d'argent et de liens avec le grand banditisme.
Elle implique des figures politiques des Bouches-du-Rhône, des fonctionnaires territoriaux et des dirigeants de sociétés. Sont notamment mis en cause l’homme d’affaires Alexandre Guérini et sa société, son frère Jean-Noël Guérini, homme politique, ainsi que d’autres personnalités locales, comme Michel Ducros, PDG de Fauchon et de Monaco Marine. Jean-Noël Guérini, alors président socialiste du conseil général des Bouches-du-Rhône, est soupçonné d'avoir favorisé les activités de son frère, qui possède des sociétés de gestion des déchets en contrat avec des collectivités territoriales, dans l'attribution de marchés publics.
En 2020, après onze ans d’enquête, douze personnes sont renvoyées devant le tribunal correctionnel. À l’issue d’un procès qui se tient l’année suivante, les plus lourdes peines sont prononcées à l’encontre de Jean-Noël Guérini (trois ans d’emprisonnement dont 18 mois ferme avec détention à domicile, amende de 30 000 euros, cinq ans de privation des droits civiques et civils avec effet immédiat) et Alexandre Guérini (six ans de prison ferme avec mandat de dépôt différé). Huit prévenus sont également condamnés, tandis qu’une personne bénéficie d'une relaxe. En mars 2022, la cour d’appel d’Aix-en-Provence confirme pour l’essentiel les peines prononcées en première instance. Les deux frères se pourvoient en cassation.

## Enquête

### Débuts
Cette affaire est déclenchée par la réception au parquet de Marseille, le 2 février 2009, d'une lettre anonyme très détaillée, qui dénonce un « système », notamment autour de la gestion de décharges publiques, et accuse Alexandre Guérini de détournement de fonds et de trafic d'influence, avec l'aide de son frère Jean-Noël Guérini. Alexandre Guérini gère en particulier quatre déchèteries dans les Bouches-du-Rhône via plusieurs sociétés soupçonnées d'être liées au grand banditisme. Une enquête préliminaire est alors ouverte. Une information judiciaire contre X est ouverte le 16 avril 2009, et l'enquête est confiée au juge d'instruction Charles Duchaine.
En novembre 2009, des perquisitions sont conduites dans les sociétés d'Alexandre Guérini et à son domicile, ainsi qu'au conseil général des Bouches-du-Rhône et à la communauté urbaine Marseille Provence Métropole (MPM). Le mois suivant, d'autres perquisitions sont menées au domicile d'Alexandre Guérini et aux bureaux de Queyras Environnement, une société de traitement de déchets dont le patron est un proche d'Alexandre Guérini. En juin 2010, les dirigeants de cette société sont placés en garde à vue, puis écroués.
Des écoutes téléphoniques, publiées dans la presse, laissent apparaître des interventions de Jean-Noël Guérini en faveur de son frère dans l'attribution de marchés publics de stockage et de traitement d'ordures ménagères. Jean-Noël Guérini aurait également prévenu son frère que la justice enquêtait sur lui onze jours après l'ouverture de l'information judiciaire, le 27 avril 2009 : « Tu es censé ne pas le savoir. Moi je suis censé ne pas le savoir […] Il se dit qu'une enquête préliminaire sera ouverte. À mon avis, ça doit être pour les décharges, Alex. […] mais de toute façon au bout de trois ans y'a prescription, ils peuvent rien faire »,. Le même jour, après cette conversation, Alexandre Guérini appelle Philippe Rapezzi, un de ses collaborateurs, et lui ordonne de ne « rien laisser traîner ».

### Mises en examen

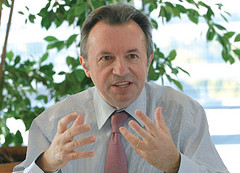
Jean-Noël Guérini, président (socialiste) du conseil général des Bouches-du-Rhône lors des faits présumés.

Le 29 novembre 2010, vingt personnes sont entendues par la justice. Des fonctionnaires de la MPM et de la communauté d'agglomération Pays d'Aubagne et de l'Étoile, ainsi qu'Alexandre Guérini sont placés en garde à vue. Ce dernier est mis en examen le 1er décembre suivant pour « abus de biens sociaux, détournement de fonds et de biens publics, recel, blanchiment, trafic d'influence, corruption active et détention de munitions » (un chargeur de pistolet Glock). Il est écroué à la prison de Luynes, où il reste un peu plus de cinq mois en détention. Mis en cause par les médias, Jean-Noël Guérini déclare au quotidien régional La Provence : « Lui, c'est lui, moi, c'est moi ».
Le 14 janvier 2011, Alain Belviso, président PCF de la communauté d'agglomération Pays d'Aubagne et de l'Étoile, est mis en examen pour « détournement de fonds publics ». C'est le premier élu mis en cause dans cette affaire. Il est laissé en liberté sous contrôle judiciaire jusqu'au 15 février 2011,. Le 2 février 2011, Eugène Caselli, président socialiste de la MPM, est placé en garde à vue, mais aucune charge n'est retenue contre lui.
Le directeur de cabinet de Jean-Noël Guérini, Rémy Bargès, est mis en examen pour « destruction de preuves » le 30 mai 2011. Le 14 juin suivant, Béatrix Billes, conseillère spéciale de Jean-Noël Guérini chargée des questions juridiques, est placée en garde vue. La justice enquête sur la préemption par le conseil général des Bouches-du-Rhône, entre 2004 et 2006, d'un terrain privé à La Ciotat, devenu une décharge exploitée par une société d'Alexandre Guérini. En juillet 2011, Alexandre Guérini est à nouveau mis en examen, cette fois pour « blanchiment ».
Le 8 septembre 2011, Jean-Noël Guérini est mis en examen pour « complicité d'obstacle à la manifestation de la vérité », « prise illégale d'intérêts », « trafic d'influence » et « association de malfaiteurs en vue du trafic d'influence et recel de trafic ». Dans une ordonnance en date du 5 août précédent, le juge Duchaine estime que Jean-Noël Guérini a « toléré les immixtions sans titre de son frère Alexandre dans le règlement d'affaires relevant de la compétence du département à des fins de clientélisme servant leurs intérêts communs ».
Jean-Marc Nabitz, ancien cadre du conseil général des Bouches-du-Rhône, est mis en examen pour « blanchiment en bande organisée », « corruption passive par personne exerçant des fonctions publiques », « association de malfaiteurs en vue de la corruption » et « association de malfaiteurs en vue du blanchiment en bande organisée » et écroué le 16 septembre 2011.
Le 17 octobre 2011, Serge Andreoni, sénateur socialiste et maire de Berre-l'Étang, est mis en examen pour « complicité de trafic d'influence ».
Jean-François Noyes conseiller général socialiste du département des Bouches-du-Rhône, et proche de Guérini, est mis en examen en janvier 2012 pour « association de malfaiteurs en vue d'un trafic d'influence et recel de trafic d'influence ».
En février 2012, la demande de levée d'immunité parlementaire de Jean-Noël Guérini est transmise à Paris, cette procédure faisant suite à une demande du juge d'instruction Charles Duchaine. Le bureau du Sénat lève l'immunité de Jean-Noël Guérini le 25 mars 2012.
En 2013, Michel Ducros, PDG de Fauchon et de Monaco Marine est appréhendé et mis en examen, étant soupçonné d'avoir versé des pots-de-vin de 500 000 € dans le cadre d'un projet immobilier d'une maison de retraite dans la ville de la Ciotat,,,,,. Michel Ducros reconnaît les faits lors de sa garde a vue, puis devant le juge Duchaine.
Le 13 juin 2014, le groupe Veolia Environnement est mis en examen, en tant que personne morale, par le parquet de Marseille, pour « recel de trafic d'influence ».
En 2017, le fisc fait payer pour quelque six millions d’euros plusieurs acteurs de l'affaire qui possédaient des comptes à l'étranger ou bénéficiaient de revenus non déclarés. Alexandre Guérini fait notamment l'objet d’un redressement de 101 903 euros.

### Renvoi en correctionnelle
Après des années de recours de Jean-Noël Guérini, une des deux informations judiciaires ouvertes en 2009 (« affaire des déchets ») est relancée en 2017 par le juge Fabrice Naudé.
En janvier 2020, Jean-Noël Guérini et onze autres prévenus sont renvoyés devant le tribunal correctionnel pour « prise illégale d'intérêts ». Il leur est reproché « un dévoiement généralisé de la chose publique au service d'intérêts économiques privés ».

## Procès et condamnation
Le 15 mars 2021, devant le tribunal correctionnel de Marseille, s'ouvre le procès d’Alexandre et Jean-Noël Guérini ainsi que de neuf autres prévenus (élu, fonctionnaires territoriaux, dirigeants de sociétés) et de la société SMA Environnement d’Alexandre Guérini,.
En mars 2021, le procureur requiert contre Jean-Noël Guérini une peine de quatre ans de prison dont deux avec sursis, une interdiction des droits civils et civiques pendant cinq ans, ainsi qu'une amende de 70 000 euros, pour « prise illégale d'intérêts ». Une peine de huit ans ferme avec mandat de dépôt et 500 000 euros sont réclamés contre Alexandre Guérini, qui est accusé d'avoir orchestré le trucage de marchés publics. Le procureur a également requis à l'encontre de la société d'Alexandre Guérini, SMA Environnement, une amende d'1,5 million d'euros, l'interdiction définitive de participer à un marché public et d'exercer dans le domaine des déchets. Des peines allant d'un an avec sursis à deux ans de prison dont un ferme, et des amendes de 15 000 à 100 000 euros sont requises contre les neuf autres prévenus - élus, fonctionnaires territoriaux, dirigeants de sociétés- soupçonnés d'avoir participé au « système Guérini ».
En 2021, Jean-Noël Guérini est condamné à trois ans de prison dont 18 mois ferme avec détention à domicile, 30 000 euros d’amende et cinq ans de privation des droits civiques et civils, ce qui entraînera la perte de ses mandats de sénateur et conseiller départemental (sauf s’il lance une procédure à ce sujet auprès de la cour d'appel). Alexandre Guérini écope quant à lui de six ans de prison ferme avec mandat de dépôt différé (il doit se présenter à la prison des Baumettes le 10 juin). Contre huit autres prévenus, poursuivis principalement pour trafic d’influence, prise illégale d’intérêt, abus de biens sociaux et favoritisme, sont prononcées des peines allant de six mois de prison avec sursis à dix-huit mois dont six ferme, ainsi que 80 000 euros d’amende. Une relaxe est prononcée pour un collaborateur d’Alexandre Guérini, tandis qu’un dernier prévenu est mort après la fin du procès,,.
Jean-Noël Guérini interjette appel du jugement.
En mars 2022, la cour d'appel d'Aix-en-Provence condamne Jean-Noël Guérini, à trois ans de prison dont 18 mois avec sursis et cinq ans d'inéligibilité pour le trucage de marchés publics. Elle confirme ainsi pour l’essentiel les peines prononcées en première instance par le tribunal correctionnel de Marseille. Les deux frères se pourvoient en cassation.
En mai 2023, la cour d’appel des Bouches-du-Rhône relâche Alexandre Guerini, à la suite d’une demande de mise en liberté dans l’attente de l’examen du pourvoi en cassation.
En octobre 2023, la Métropole Aix-Marseille-Provence est condamnée à verser 1,7 million d’euros d'indemnités à la société d'Alexandre Guerini pour l’avoir irrégulièrement écartée d’un marché public de transport et traitement d'ordures ménagères en 2017 sur la base de sa seule mauvaise réputation. À la suite de cette décision, la Métropole a décidé de se pourvoir en cassation.

## Conséquences politiques
Dans un rapport interne daté du 8 décembre 2010 (et publié par Le Point), Arnaud Montebourg, député et membre de la direction nationale du Parti socialiste, inquiet de certaines dérives et de leur effet sur l'image du parti, recommande la mise sous tutelle de la fédération des Bouches-du-Rhône, quatrième fédération socialiste de France, ainsi que la destitution de Jean-Noël Guérini, qui en est son président et milite dans les rangs socialiste depuis 1967. Ce rapport dénonce notamment « un système de pression féodal reposant sur l'intimidation et la peur » et met en garde contre des « dérives les plus graves dans l'usage de l'argent public ».
Au début du mois de mars 2011, Martine Aubry, première secrétaire du PS, décide de lancer une commission d'enquête interne pour auditer la fédération des Bouches-du-Rhône. Elle précise néanmoins à la presse qu'il « n'y a rien » dans le rapport Montebourg, « pas un élément concret, précis, pas un fait ». Jean-Noël Guérini annonce vouloir porter plainte pour diffamation contre Arnaud Montebourg. Malgré les accusations qui pèsent sur lui, il est réélu président du conseil général des Bouches-du-Rhône à la suite des élections cantonales de mars 2011.
Le rapport de la commission d'enquête présidée par Alain Richard ne préconise pas la mise sous tutelle de la fédération socialiste des Bouches-du-Rhône, mais propose de la « rénove[r] » de fond en comble. Le 21 juillet 2011, Jean-Noël Guérini quitte officiellement ses fonctions de secrétaire de la fédération socialiste des Bouches-du-Rhône : Jean-David Ciot, un de ses proches, qui assurait l'intérim depuis mars 2011, lui succède.
Arnaud Montebourg déclare en août 2011 : « On a méprisé mon travail en expliquant qu'il n'y avait rien dans mon rapport, on a refusé de lire les documents et les preuves que j'avais apportées aux thèses que j'avançais. Pire, on me les a renvoyées par lettre recommandée ». De son côté, le député UMP des Bouches-du-Rhône Renaud Muselier s'étonne du « silence radio » au PS et dénonce le fait que « François Hollande a couvert le système pendant dix ans ».
Le 28 août 2011, Martine Aubry annonce qu'elle demandera à Jean-Noël Guérini de « prendre congé du parti » si la justice le jugeait coupable des faits qui lui sont reprochés. Le lendemain, le premier secrétaire délégué du Parti socialiste, Harlem Désir, estime qu'il devra « immédiatement » quitter le PS et la présidence du conseil général des Bouches-du-Rhône s'il est mis en examen,.
À la suite de sa mise en examen, le 8 septembre 2011, Jean-Noël Guérini se met en congé du Parti socialiste et « délègue temporairement » ses fonctions de président du conseil général des Bouches-du-Rhône, tout en refusant de démissionner. Harlem Désir considère que « cette mise en examen doit marquer la fin du système Guérini ». Cependant, le 25 octobre, le tribunal administratif de Marseille suspend l'arrêté par lequel Jean-Noël Guérini avait délégué ses fonctions : le sénateur socialiste retrouve donc la plénitude de ses fonctions.
Le 2 novembre 2011, le bureau national du PS confirme sa mise en retrait du parti et réclame sa démission. Jean-Noël Guérini déclare qu'il démissionnera uniquement si tous les élus socialistes mis en examen quittent leurs fonctions.
Michel Karabadjakian était directeur du service de la propreté urbaine de l’ex-intercommunalité MPM (présidée alors par Eugène Caselli (PS)). Il renseignait Alexandre Guérini, entrepreneur et frère du président du conseil général Jean-Noël Guérini, au mépris de ses obligations de fonctionnaire. Michel Karabadjakian est responsable du syndicat Force ouvrière, syndicat majoritaire de l'ex-intercommunalité MPM et de la métropole d'Aix-Marseille-Provence (AMP). En mai 2021, il a été condamné à deux ans de prison avec sursis, assorti de 15 000 euros d’amende, autorisé à garder son poste de cadre à la métropole APM. En 2022, il fait cependant l'objet d'une procédure disciplinaire.